# Huset
 (juillet 2022).
La mise en forme du texte ne suit pas les recommandations de Wikipédia : il faut le « wikifier ».
Les points d'amélioration suivants sont les cas les plus fréquents. Le détail des points à revoir est peut-être précisé sur la page de discussion.
- Les titres sont pré-formatés par le logiciel. Ils ne sont ni en capitales, ni en gras.
- Le texte ne doit pas être écrit en capitales (les noms de famille non plus), ni en gras, ni en italique, ni en « petit »…
- Le gras n'est utilisé que pour surligner le titre de l'article dans l'introduction, une seule fois.
- L'italique est rarement utilisé : mots en langue étrangère, titres d'œuvres, noms de bateaux, etc.
- Les citations ne sont pas en italique mais en corps de texte normal. Elles sont entourées par des guillemets français : « et ».
- Les listes à puces sont à éviter, des paragraphes rédigés étant largement préférés. Les tableaux sont à réserver à la présentation de données structurées (résultats, etc.).
- Les appels de note de bas de page (petits chiffres en exposant, introduits par l'outil «  Source ») sont à placer entre la fin de phrase et le point final[comme ça].
- Les liens internes (vers d'autres articles de Wikipédia) sont à choisir avec parcimonie. Créez des liens vers des articles approfondissant le sujet. Les termes génériques sans rapport avec le sujet sont à éviter, ainsi que les répétitions de liens vers un même terme.
- Les liens externes sont à placer uniquement dans une section « Liens externes », à la fin de l'article. Ces liens sont à choisir avec parcimonie suivant les règles définies. Si un lien sert de source à l'article, son insertion dans le texte est à faire par les notes de bas de page.
- La présentation des références doit suivre les conventions bibliographiques. Il est recommandé d'utiliser les modèles {{Ouvrage}}, {{Chapitre}}, {{Article}}, {{Lien web}} et/ou {{Bibliographie}}. Le mode d'édition visuel peut mettre en forme automatiquement les références.
- Insérer une infobox (cadre d'informations à droite) n'est pas obligatoire pour parachever la mise en page.

Pour une aide détaillée, merci de consulter Aide:Wikification.
Si vous pensez que ces points ont été résolus, vous pouvez retirer ce bandeau et améliorer la mise en forme d'un autre article.
 (juillet 2022).
Huset (signifiant "la maison" en norvègien) est un bâtiment situé à Longyearbyen dans l'archipel du Svalbard possédant entre autres des restaurants, des salles de conférence et une salle de spectacle. Sa construction, achevée en 1951, a été commanditée par la société minière locale Store Norske Spitsbergen Kulkompani A/S en 1948, et son design conçu par Jacob Hanssen, architecte du cinéma Colosseum de Oslo.

## Historique
L'isolement géographique du bâtiment est lié à l'histoire de la ville et donc Store Norske Spitsbergen Kulkompani A/S. L'idée derrière Huset était de promouvoir une maison communale où les deux classes sociales seraient reçues équitablement et à équidistance de chaque village. Il fallut donc choisir un terrain neutre et central dans la vallée d'où l'ancien surnom du bâtiment de "cœur de la ville".

### Contexte
Tout comme la plupart des villes du Svalbard de l'époque, Longyearbyen était une communauté minière mais avec pour particularité des points résidentiels dispersés dans plusieurs zones distinctes, ceci en partie dû à la volonté de la compagnie minière de localiser des logements à proximité des différentes mines réparties dans toute la vallée. Il n'y avait donc aucun noyau de cohésion entre les 6 villages (Nybyen, Haugen où se trouvaient les nantis, Skjæringa, Sverdrupbyen, Hotellneset et Sjösidan), et donc aucun échange entre les différentes classes sociales.
Il y avait bien eu, avant la Seconde Guerre mondiale, une église qui remplissait cette fonction mais qui fut depuis détruite sous les bombardements allemand.
La compagnie choisit donc un emplacement central près du village, aujourd'hui détruit, de Sverdrupbyen et commença la construction de Huset sous la directive de l'architecte Jacob Hanssen en 1948. Le bâtiment fut achevé en 1951 et inauguré la même année, le 13 octobre.

### Histoire
Dans les années 1950, Longyearbyen était une ville entièrement créée par la compagnie minière. Store Norske était propriétaire de tous les bâtiments et contrôlait tout ce qui touchait à la vie de la communauté. À l'inverse, Huset était une affaire et une propriété familiale, Richard Knutsen et sa femme Petra furent les premiers hôtes historiques de la maison.

#### Huset Bistro
Le café ouvrit dès les débuts de Huset en 1951, trois jours par semaine et offrait sur son menu café et pâtisseries. En revanche, les samedis et jours fériés, l'on pouvait y déguster des casse-croûtes et différents ragoûts. Des années plus tard, le propriétaire suivant, Hroar Holm, introduisit le concept du "Bœuf du Lundi" qui fut déplacé par la suite au mercredi puis au samedi, jour auquel il est encore servi aujourd'hui. Il est toujours un rendez-vous extrêmement populaire pour tous les locaux.
La consommation d'alcool, suivant les directives des directeurs de Store Norske, était étroitement surveillée. Il n'était possible d'acheter qu'une bière à la fois et l'on ne pouvait commander la seconde qu'après avoir rendu la première bouteille, vide.
En dehors de la nourriture et des boissons, il y avait aussi en vente des bijoux ou des pierres précieuses. Un petit kiosque était aussi installé à l'entrée du café, où l'on trouve maintenant les vestiaires, on pouvait y acheter du tabac, des articles de toilettes, des vêtements, du matériel de pêche et de chasse.

#### Huset Restaurant
Initialement salle de bridge, la pièce devient une salle de restauration en 1977. Le tout premier menu issu de l'inauguration a pu parvenir jusqu'à nous et se composait de toast Melba, cocktail de crevettes, steak au poivre cuit au feu de bois, et une coupe de glace Flensburg. Sur les menus qui suivront, on constate que les plats issus de bœuf seront très souvent présentés.
À cette époque, un seul type de vin était servi et la plupart des gens buvaient alors du rosé. Pour être servi, il était alors obligatoire de commander un plat en même temps.
Pour l'anecdote, pendant l'hiver, les aliments du restaurant étaient conservés dans les mines où la température ne connait que de légères variations.
La peau d'ours polaire anciennement accrochée à l'un des murs du restaurant provient d'un animal tué en 1982 entre l'église et le jardin d'enfant. L'ours fut alors servi à Huset et, tandis qu'une cuisse était rôtie au feu de bois dans le restaurant, les clients chantaient au son du piano la comptine du "Bjørnen sover" (ou en français "L'ours endormi"). Aujourd'hui, la peau a été remplacée par une exposition permanente des peintures d'Olaf Storø,, en hommage à sa toute première exposition qui eut lieu à Huset. C'est un peintre local qui est aussi l'un des plus célèbres lithographes de Norvège.

#### La cave à vin
La cave à vin eut elle aussi plusieurs vies, devenant notamment le lieu de répétition de la chorale de Longyearbyen grâce à ses qualités acoustiques. Par la suite, elle fut transformée en magasin d'articles ménagers, tandis que la partie intérieure était utilisée comme vestiaire et douches au temps où le second étage abritait encore la salle de sport de la ville.
À l'initiative de l'un des anciens propriétaires, Hroar Holm, les premiers vins entrèrent dans la cave à vin au milieu des années 1980. Il l'agrandit ensuite durant près de 20 ans, puis les propriétaires suivants prirent le relais. Ces années d'efforts furent récompensés en 2006 par Wine Spectator avec un verre du Best of Award of Excellence. Aujourd'hui, la cave est finalement recompensée de deux verres.
C'est aujourd'hui l'une des caves à vin les plus grandes et des plus réputées d'Europe du Nord avec plus de 1 400 références.

#### Le grand Hall
Dès le premier jour d'ouverture du bureau de Poste, situé dans le hall d'entrée, tous les habitants se sont réunis dans le hall et sur les grands escaliers  tandis que le facteur clamait le nom des personnes ayant reçu du courrier. Le postier était connu comme un homme au grand sens de l'humour. Il prenait un malin plaisir à écrire des commentaires sur les lettres, tels que :  "Ole, cette lettre-ci n'est pas de ta femme, elle ne sent certainement pas si bon!".
Après la destruction de l'hôpital pris dans une avalanche, les infrastructures de santé furent déplacées à Huset pour éviter une interruption des soins.
Pendant plusieurs années, en hiver, une piste d'atterrissage était déneigée dans la tundra gelée de la vallée d'Advent. À cette occasion, Huset était aussi utilisé comme terminal de l'aéroport où les passagers effectuaient leur check-in avant d'être emmenés en bus à l'avion. C'est aussi où ils attendaient la livraison de leurs bagages pendant le check-out.

#### Le 2nd étage
Lors de son ouverture, Huset accueillit l'école au second étage, une pièce encore appelée aujourd'hui "La salle de classe". Le prêtre de la ville, logé dans le bâtiment avec sa femme, était alors aussi l'instituteur. Alors que l'ancienne église avait brûlée, Huset hébergea aussi les offices religieux incluant mariages et enterrements jusqu'en 1958, année de l'inauguration de la nouvelle église.
Au même étage, on trouvait la salle de sport communale qui par la suite devint le premier cinéma ainsi que salle de spectacle de Longyearbyen appelée Kinosalen. En face de celle-ci, on pouvait trouver la bibliothèque communale dans ce qui est aujourd'hui le Bar-karaoke. Par la suite s'ouvrit entre autres un club de danse, de cirque, une troupe de théâtre, etc. De nombreuses associations locales s'ouvrirent et participèrent ainsi à la vie culturelle de Longyearbyen.
Le second étage de Huset garda son statut de maison de la culture jusqu'à l'ouverture, en centre-ville, de la nouvelle maison de la culture en 2010.

### Aujourd'hui
C'est en 2010 que Huset dut abandonner son statut de maison communale à Longyearbyen, avec l'inauguration de la nouvelle maison de la culture plus proche du front de mer. Le bâtiment garda toutefois ses services de restauration.
Un achat récent fin 2021 a provoqué un remaniement du bâtiment et de certains services de restaurations. Tous ne sont pas proposés actuellement et le bâtiment est en complète renovation en vue de sa sauvegarde (2022).
Huset est désormais enregistré dans l'organisation De Historiske, regroupant les hôtels et restaurant historiques de Norvège. Le restaurant fut aussi membre du Nordic White Guide de 2015 à 2018.
Note: on peut encore, en été, apercevoir les aménagements de la piste naturelle de saut à ski qui accueillie les compétitions de Longyearbyen, dont un championnat en 1994.